# Pickett County
Pickett County är ett administrativt område i delstaten Tennessee, USA. År 2010 hade countyt 5 077 invånare. Den administrativa huvudorten (county seat) är Byrdstown.  

## Geografi
Enligt United States Census Bureau har countyt en total area på 453 km². 422 km² av den arean är land och 31 km² är vatten. 

### Angränsande countyn
- Wayne County, Kentucky - nordost
- Scott County - öst
- Fentress County - sydost
- Overton County - sydväst
- Clay County - väst
- Clinton County, Kentucky - norr